# (13196) Rogerssmith
(13196) Rogerssmith est un astéroïde de la ceinture principale.

## Description
(13196) Rogerssmith est un astéroïde de la ceinture principale. Il fut découvert le 1er février 1997 à Kitt Peak par le projet Spacewatch. Il présente une orbite caractérisée par un demi-grand axe de 2,30 UA, une excentricité de 0,14 et une inclinaison de 6,0° par rapport à l'écliptique.

## Compléments